# Max Menger
Max Menger von Wolfensgrün (10. září 1838 Nowy Sącz – 30. srpna 1911 Mondsee)) byl rakouský právník a politik německé národnosti. Od 70. let 19. století byl poslancem Říšské rady, kde po dlouhou dobu zastupoval Rakouské Slezsko.

## Biografie
Jeho bratr Anton Menger byl právním teoretikem, další bratr Karl Menger národohospodářem. Max Menger vystudoval práva na Vídeňské univerzitě, kde roku 1864 získal titul doktora práv. Napsal spis o lidových záložnách a o ochraně malých podnikatelů před velkoprůmyslem. Na základě těchto myšlenek ho obchodní a živnostenská komora v Opavě delegovala roku 1869 (hned jak dosáhl pasivní volební právo) na Slezský zemský sněm.
V roce 1871 se přestěhoval do Vídně. V letech 1882–1885 byl zastupitelem ve Vídeňské obecní radě, kde zastupoval liberální menšinu proti křesťansko-sociální většině.
Počátkem 70. let 19. století se zapojil i do celostátní politiky. V letech 1871–1872 zasedal na Říšské radě (celostátní zákonodárný sbor, tehdy ještě nepřímo volený zemskými sněmy), kde zastupoval kurii venkovských obcí, obvod Česká Cheb, Karlovy Vary. Uspěl i v přímých doplňovacích volbách roku 1875 za městskou kurii ve Slezsku, obvod Krnov, Albrechtice, Frývaldov atd. Slib složil 25. ledna 1875. Za týž obvod uspěl i v řádných volbách do Říšské rady roku 1879 a volbách do Říšské rady roku 1885 a volbách do Říšské rady roku 1891. Ve volbách do Říšské rady roku 1897 se do parlamentu dostal za kurii městskou na Moravě, obvod Nový Jičín, Příbor atd. Mandát tu obhájil i ve volbách do Říšské rady roku 1901. V roce 1897 se profesně uvádí jako dvorní a soudní advokát. Ve vídeňském parlamentu jako první předložil návrh národnostního zákona, ve kterém se počítalo s ochranou práv etnických Němců. Zabýval se také otázkami rakousko-uherského vyrovnání a reformou volebního práva. V roce 1899 byl zpravodajem při projednávání zákona o právnickém školství. Byl dlouhodobým členem daňového výboru Říšské rady, kterému od roku 1891 předsedal.
Patřil k německým liberálům (liberálně a centralisticky orientovaná Ústavní strana, odmítající federalistické aspirace neněmeckých etnik). V říjnu 1879 je zmiňován na Říšské radě coby člen mladoněmeckého Klubu sjednocené Pokrokové strany (Club der vereinigten Fortschrittspartei). Od roku 1881 byl členem klubu Sjednocené levice, do kterého se spojilo několik ústavověrných (liberálně a centralisticky orientovaných politických proudů). Za tento klub uspěl i ve volbách roku 1885. Po rozpadu Sjednocené levice přešel do frakce Německý klub. V roce 1890 se uvádí jako poslanec obnoveného klubu německých liberálů, nyní oficiálně nazývaného Sjednocená německá levice. I ve volbách roku 1891 byl na Říšskou radu zvolen za klub Sjednocené německé levice. V roce 1897 byl zvolen za Německou pokrokovou stranu.
V roce 1898 mu byl udělen Řád železné koruny. V roce 1907 se stáhl z veřejného života. Zemřel v srpnu 1911 pří léčebném pobytu hornorakouském Mondsee.